# ساراتوف
ساراتوف (بالروسية: Саратов) هي إحدى مدن روسيا في الكيان الفدرالي الروسي. وتقع في القسم الجنوب الشرقي لروسيا الاتحادية وهي مركز ساراتوف أوبلاست وتبعد عن موسكو مسافة 858 كم. ونفس المسافة تقريبا عن مدينة فولغوغراد. وتمتد المدينة 34 كيلومترا على ضفتي نهر الفولغا.

## تاريخ المدينة
اقام الناس في موقع المدينة الحالي منذ قديم الزمان وكانت البلدات والقرى تظهر دائما مع وجود كيان لدولة نسبيا (دولة الخزر وولغا بلغاريا والقبيلة الذهبية") أو كانت تنهار بدون اثر بسبب هجمات القبائل الرحل وآخر مرة حدث ذلك بين عامي 1395 – 1396 في الفترة التي هاجم فيها تيمورلنك المنطقة ودمر مدينة القبيلة الذهبية اوفيك (اوكيك) التي كانت مركز لدولة بنفس الاسم. وبعد هجوم القوات الروسية على خانية قازان عام 1552 وعلى خانية استراخان عام 1556 حصلت مملكة موسكو على اراضي واسعة في منطقة حوض الفولغا. ففي عهد القيصر فيودور ايفانوفيتش تقرر بناء مدينة – قلعة على نهر الفولغا وفي صيف عام 1586 تم إنشاء قلعة سامارا وفي صيف 1589 انشأت مدينة تساريتسين (فولغوغراد حاليا). اسست مدينة ساراتوف عام 1590 في منتصف الطريق بين مدينتي سامارا وتساريتسين. ولا يعرف الموقع الحقيقي لهذه المدينة الآن. لقد اعيد بناء المدينة ثلاث مرات في اعوام 1590 و1617 و1674 وكل مرة في موضع جديد.
وحول تسمية ساراتوف فهناك عدد من الفرضيات وليس هناك إلى الآن فرضية متفق عليها بالاجماع. لقد كان إلى زمن غير بعيد يعتقد ان اسم المدينة ماخوذ من اسم جبل سوكولوف (جبل الصقور) والذي يعني باللغة التترية (ساري تاو) وتعني الجبل الأصفر بالعربية الا ان هذه النظرية دحضت حاليا لان جبل الصقور لم يكن لونه اصفر ابدا وكانت دائما مغطاة بالاشجار. وهناك نظرية أخرى تقول ان اسم المدينة ناتج من كلمات «سار اتاف» التي تعني «جزيرة منخفضة» أو «ساريك اتوف» أي «جزيرة الصقور» وهناك نظريات عديدة غيرها. وخلال القرن الـ 17 بكامله، تعرضت ساراتوف وضواحيها إلى التدمير والنهب من قبل عصابات اللصوص وتتار الكالميك وكوبان الذين استمروا في هجماتهم حتى منتصف القرن 18.

## تأهيل الإقليم بالسكان وتشييد مركز المحافظة
تم في عهد القيصر بطرس الأكبر تهيئة الظروف لتقوية امن المدينة.
وكان من أهم الاسباب التي ساعدت على التطور الكبير للمدينة هو تأسيس «إدارة الأملاح» التي تقع على تقاطع أقصر الطرق البرية المؤدية إلى موسكو وكذلك الطريق النهري إلى بحر قزوين حيث حولت مدينة ساراتوف إلى مركز مهم لتجارة الاسماك والاملاح.
في عام 1763 دعي الاجانب إلى الاستيطان في الأراضي الخالية بمنطقة حوض الفولغا ونوفوروسي (روس الجديدة). وتحولت «دائرة الوصاية على الاجانب» التي اسست عام 1766 في مدينة ساراتوف إلى مركز لادارة المستوطنات الألمانية في حوض الفولغا.
وفي عام 1796 أصبحت ساراتوف مركزا للمحافظة.

## عاصمة حوض الفولغا
في 4 يوليو/تموز عام 1871 انجز العمل في مد خط سكك الحديد الذي يربط مدينة تامبوف بساراتوف وربط هذا الخط المدينة بشبكة سكك الحديد في البلاد وادى هذا إلى تطور صناعي واصبحت المدينة من المراكز التجارية الضخمة في البلاد إضافة إلى مدينتي نيجني نوفغورود وسامارا لتجارة الدقيق والحبوب.
واسس في المدينة سيرك وطني عام 1837 وافتتحت الكونسيرفاتور الثالث في روسيا عام 1912 كما انشأت الجامعة العاشرة في البلاد عام 1909 وكذلك أول مسرح للاطفال عام 1918.
وحتى نهاية عام 1920 كانت سراتوف من اضخم مدن حوض الفولغا (أكبر من قازان ونيجني نوفغورود وسامارا وغيرها) وكان يطلق عليها عادة «عاصمة حوض الفولغا».
وتطورت المدينة وازدهرت خلال سنوات الحرب الوطنية العظمى (1941 – 1945) حيث نقل إلى المدينة من الجزء الغربي للاتحاد السوفيتي عدد من المصانع والمؤسسات التعليمية العسكرية لهذا أصبحت المدينة مغلقة للاجانب حتى عام 1990 (لوجود عدد من مصانع المجمع الصناعي العسكري الضخمة وبالذات مصنع لإنتاج الطائرات الحربية والمدنية إضافة إلى ان وجود مصانع لتجهيز برامج الفضاء السوفيتية ببعض الأجهزة اللازمة.
في هذه المدينة الواقعة على ضفاف نهر الفولغا قام يوري غاغارين المتدرب من نادي طيران المدينة وخريج ثانويتها الصناعية بأول رحلة جوية في حياته وليصبح فيما بعد أول رائد للفضاء في العالم. ومن الغريب في الامر ان غاغارين عاد إلى ارض ساراتوف بالذات بعد رحلته الفضائية الخالدة.

## ساراتوف الحالية
تعتبر ساراتوف اليوم من المراكز الصناعية والثقافية والتعليمية في روسيا. وتقع إدارة المدينة والمقاطعة في الجزء التاريخي للمدينة حيث يوجد عدد كبير من المسارح والمتاحف.
وساراتوف من المراكز التعليمية المشهورة في روسيا ومركز للابحاث العلمية، فبالإضافة على وجود إحدى أقدم الجامعات الروسية فهناك أكثر من 10 جامعات أخرى. وفي المدينة مصانع لبناء الماكينات والصناعات النفطية والصناعات الكيميائية. يقيم في المدينة ما يقارب المليون نسمة في حين يزيد عدد سكان المقاطعة على 2.5 مليون نسمة.

## المسلمون في ساراتوف
تصل نسبة السكان المسلمين في مقاطعة سراتوف تقريبا 6 % من مجموع السكان منهم التتار (2 % من سكان المقاطعة) ويعتبر التتار من سكان المنطقة التاريخيين وهناك اخرين قدموا من منطقة شمال القوقاز ومن الجمهوريات الإسلامية السوفيتية السابقة. وتوجد في المدينة إدارة روحية للمسلمين تدير شؤونهم في المقاطعة، ويتبع هذه الإدارة حوالي 30 منظمة إسلامية ومنها مركز الشباب المسلم ومنظمة النساء المسلمات.